# خوزپ سگر
خوزپ سگر (انگلیسی: Josep Seguer; ۶ مهٔ ۱۹۲۳ – ۱ ژانویهٔ ۲۰۱۴) بازیکن فوتبال اهل اسپانیا بود.
از باشگاه‌هایی که در آن بازی کرده‌است می‌توان به باشگاه فوتبال رئال بتیس و باشگاه فوتبال بارسلونا اشاره کرد.
وی همچنین در تیم ملی فوتبال اسپانیا بازی کرده‌است.